# Horisme obscurata
Horisme obscurata är en fjärilsart som beskrevs av Louis Beethoven Prout 1913. Horisme obscurata ingår i släktet Horisme och familjen mätare. Inga underarter finns listade i Catalogue of Life.